# Šmarje (gmina Ajdovščina)
Šmarje – miejscowość w Słowenii w gminie Ajdovščina.